# Laccospadix
Genre
Classification phylogénétique
Espèces de rang inférieur
- Laccospadix australasica

Laccospadix est un genre de plantes de la famille des Arecaceae (palmiers), natif de l'Australie.

## Classification
- Sous-famille des Arecoideae
  - Tribu des Areceae
    - Sous-tribu des Laccospadicinae

Le genre Laccospadix partage sa sous-tribu avec trois autres genres : Howea, Linospadix et Calyptrocalyx.

## Liens externes

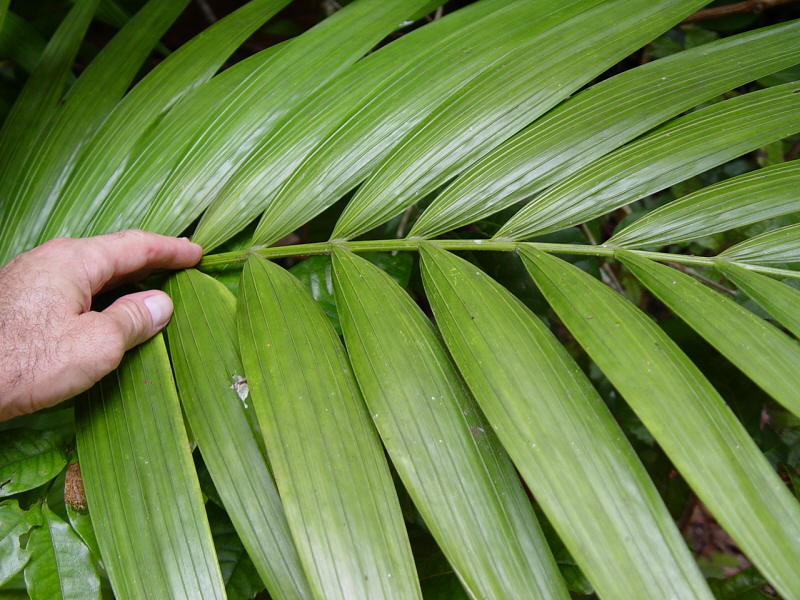
Palme de Laccospadix australasica.

## Espèces
- Laccospadix australasica